# 施勳道
施勳道（英語：Severn Road）是香港的一條道路，位於香港島太平山區歌賦山上，以前香港輔政司施勳命名。施勳道為一條弧形道路，走向類似左右反轉的「C」字，起點連接種植道及芬梨道交界，終點則在種植道及普樂道交界。
施勳道座落於太平山豪宅區的核心地段，於2011年更以每平方呎7,265美元（56,667港元）的價格，成為「全球最貴街道
」。

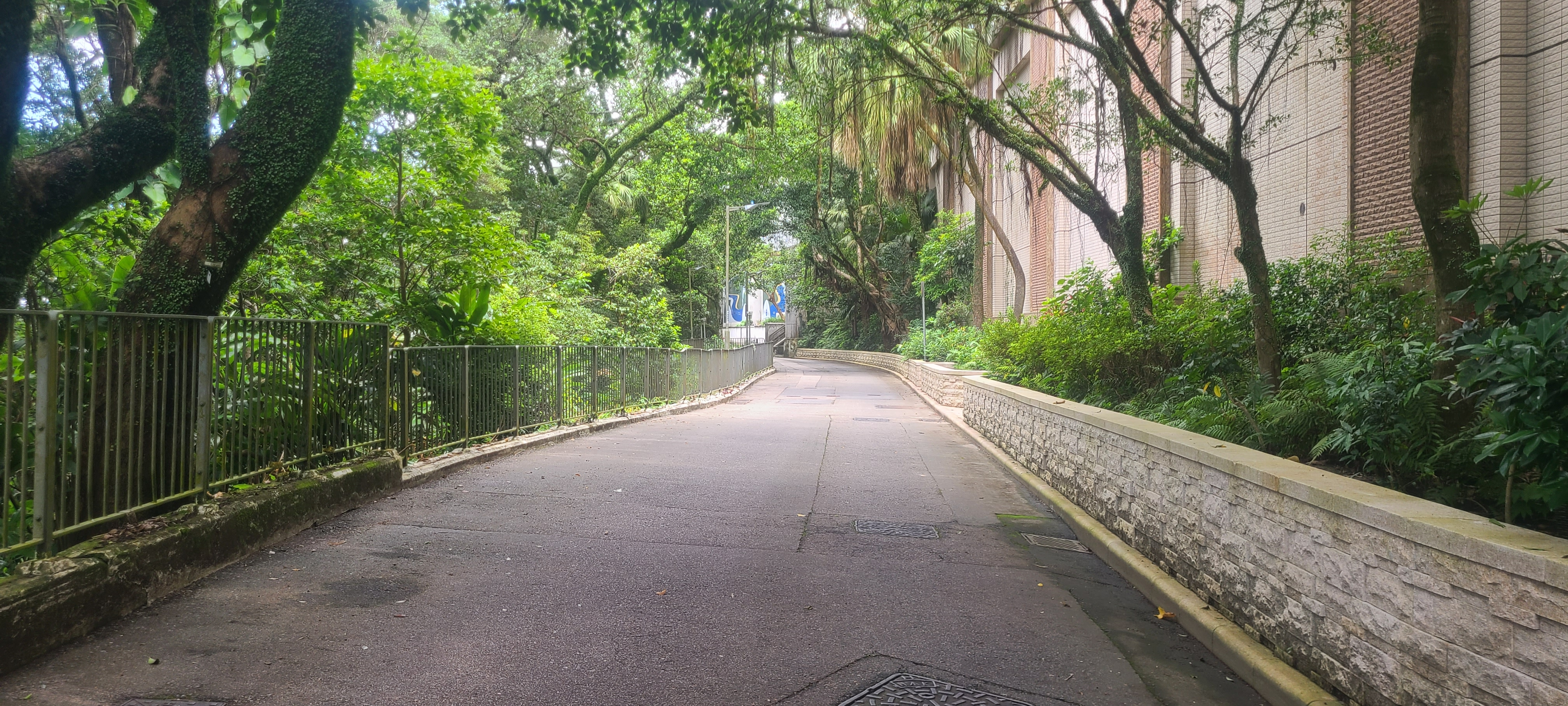
施勳道近雷丹彌徑
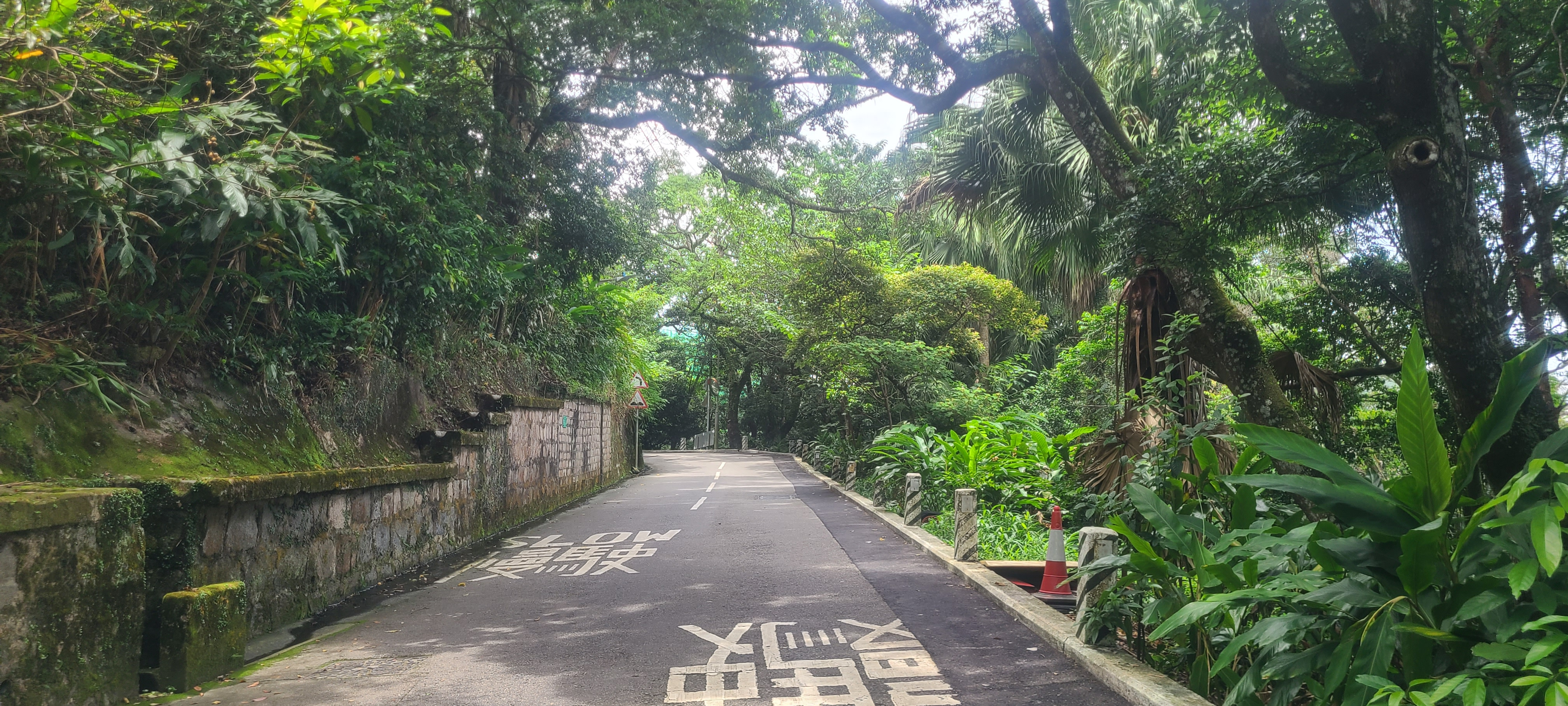
施勳道

## 沿路著名地點
- 施勳道3號 鴻榮源集團
- 施勳道8號 倚巒
- 施勳道19號 律政司司長官邸
- 施勳道20、22號（馬清偉住宅，面積約6,000平方呎）
- 施勳道21A、21B、23號，創世紀（許榮茂住宅）
- 施勳道26號 太古集團，（獲批建1幢3層高洋房、設1層低層地下的洋房，住宅樓面約7,977平方呎）
- 施勳道28號 太古集團，（獲批建1幢3層高洋房，涉及可建總樓面約8143平方呎）
- 施勳道30號 卓能山莊
- 施勳道36號（吳光正住宅，總樓面約9,282平方呎）
- 施勳道35、37、39號（郭得勝家族住宅）